# Epectasis
Epectasis – rodzaj chrząszczy z rodziny kózkowatych i podrodziny zgrzypikowych. 

## Zasięg występowania
Przedstawiciele tego rodzaju występują w Ameryce Północnej i Południowej od Meksyku na płn. po Boliwię na płd. oraz na Małych Antylach.

## Systematyka
Do Epectasis należy 7 gatunków:
- Epectasis hiekei
- Epectasis juncea
- Epectasis junceoides
- Epectasis mexicana
- Epectasis panamensis
- Epectasis rotundipennis
- Epectasis similis